# 嘉靖帝
嘉靖帝（かせいてい）は、明の第12代皇帝。諱は厚熜（こうそう）。廟号は世宗（せいそう）。日本では治世の元号から一般的に嘉靖帝と呼ぶ。道教に深く傾倒し、長年にわたり政務を顧みずに修仙（仙人になる修行）に没頭したことで知られる。

## 生涯

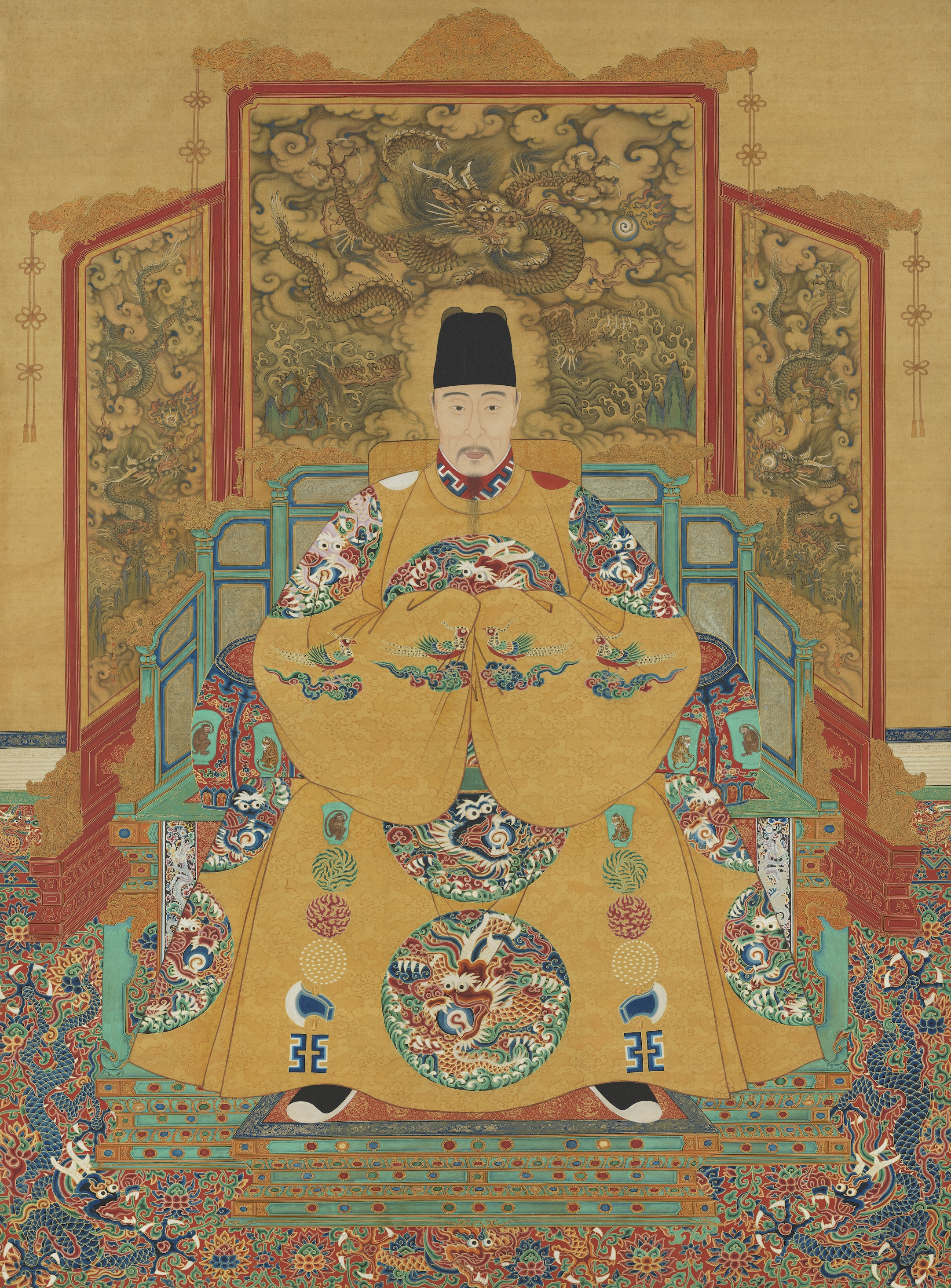
明世宗著龍袍像

弘治帝の弟の興王朱祐杬の次男で、先帝である正徳帝の従弟にあたる。兄の朱厚熙が先に没したために父の後継者（世子）となる。正徳14年（1519年）に父が没するが、興王位を継承する前の正徳16年（1521年）に正徳帝が崩御した。正徳帝の子が早世していたため、正徳帝にもっとも血筋が近く正当な皇族ということで、傍系でありながら皇帝に即位した。
即位後、大学士楊廷和らの主導で正徳帝が寵愛していた銭寧・江彬を処刑して、宮中の官員を整理し、先代の弊風を一新した。しかし嘉靖帝は傍系でありながら正統を主張したかったため、大礼の議問題が発生した。嘉靖帝は弘治帝から従兄の正徳帝を経て帝位を継承したため、形式上は弘治帝の子になり、弘治帝及びその皇后を父母とする必要があった。しかし嘉靖帝は、実父の興献王（「献」は朱祐杬の諡号）を皇考（皇帝の父）として扱うこととしたため、系譜上では弘治帝系が消滅することになった。そのため、弘治帝を皇考とすることを求める何百人もの廷臣たちと対抗し、意見の異なる臣下を200人あまりも廷杖のうえに解任または投獄した。同様の問題は北宋の「濮議」の先例があったが、その際の宋の英宗とは大きく異なるこの弾圧大獄により、皇帝に諫言を行う臣下が激減したとされる。反対派の急先鋒と目されて遠く辺境の地に遣られ、七十余りになっても生家に帰還できなかった嘉靖帝即位の恩人楊廷和の長男の楊慎もいた。
正徳帝の遺詔で、正徳期の悪政が一掃された。嘉靖帝の功績として評価する見方もあるが、実際は正徳帝の遺臣が行ったことである。嘉靖帝自身は朝政を省みることはなく、道教に熱中し、青詞（道教における祭文）に長じているという理由で高官に人材登用を行った。そのため、嘉靖帝に登用され内閣大学士に任じられて国政を壟断した厳嵩は「青詞宰相」と称された。先の宰相で気性の荒い夏言（厳嵩の悪辣な陰謀で誅殺された）も元々は青詞で取り入れられた。
ただし、（実際の政治的実績は別として）嘉靖帝自身は必ずしも政務に無関心であった訳ではなくむしろ一貫してその主導権を握り続けようとした一方、大礼の議における官僚たちとの対立によって生じた政治的危機を痛感して官僚が自分の主張に賛同する体制を模索し続けたとする評価もある。そのために嘉靖帝は寵臣を要職に固めて朝廷の議論を主導させることで自らの意向に沿った形で官僚の賛同を得てそれを口実に政策を実施する一方、その政策が失敗した場合には賛同した官僚を政策の責任者として処分した。勿論、皇帝は官僚たちに対して、賛同する者には登用・昇進などの褒賞を与え、反対する者には廷杖・左遷・致仕などの処分を与えることができたため、官僚たちが皇帝の意向に逆らうことは困難であり、結果として嘉靖帝は思い通りの政治を行いながらその政治責任は全て官僚に転嫁される体制が確立された、とされる。
対外的には北方のアルタン・ハーン率いる右翼モンゴルによる侵攻、南方では倭寇による衝突が発生し、国事多難の時期であったが、嘉靖帝は紫禁城の中にこもり、自らの生活を享受し、多くの女性の怨恨を買った壬寅宮変（嘉靖21年冬（1542年））までに発展して行った。その後ながく紫禁城に住まず、次々に夭折した皇子たちの二人の生き残りにも会おうとしなかった。嘉靖45年（1566年）に（宰相らの後ろ盾を暗にうけて）諫言を呈した海瑞が詔獄に繋がれている最中に、嘉靖帝は丹薬を長年服したことによる中毒死で崩御した。

## 宗室
- 正室：孝潔皇后陳氏
- 継室：継后張氏
- 継々室：孝烈皇后方氏
- 側室：康妃杜氏 （孝恪太后）
  - 三男：穆宗 朱載坖
- 側室：皇貴妃閻氏（栄安恵順端僖皇貴妃）
  - 長男：哀沖太子 朱載基 - 夭折
- 側室：皇貴妃王氏（端和恭栄順温僖皇貴妃）
  - 次男：荘敬太子 朱載壡  - 早世
- 側室：皇貴妃沈氏（荘順安栄貞静皇貴妃）
- 側室：貴妃文氏（恭僖貞靖貴妃）
- 側室：栄妃楊氏（恭淑安僖栄妃）
- 側室：靖妃盧氏（端恵安栄靖妃）
  - 四男：景恭王 朱載圳
- 側室：永妃徐氏（端恵永妃）
  - 五女：嘉善公主 朱素嫃
- 側室：懿妃趙氏（温靖懿妃）
  - 六男：戚懐王 朱載𰋁（中国語版）（）- 夭折
- 側室：粛妃江氏
  - 五男：潁殤王 朱載𪉖（鹵＋土）- 夭折
- 側室：雍妃陳氏
  - 七男：薊哀王 朱載㙺（中国語版）（土＋匱）- 夭折
  - 四女：帰善公主 朱瑞嬫 - 夭折
- 側室：栄妃趙氏
  - 八男：均思王 朱載𰉬（中国語版）（）- 夭折
- 側室：端妃曹氏
  - 長女：常安公主 朱寿媖 - 早世
  - 三女：寧安公主 朱禄媜
- 側室：徽妃王氏
  - 次女：思柔公主 朱福媛 - 早世
- ほか多数
  - 賢妃鄭氏（懐栄賢妃）、麗妃王氏（恭僖麗妃）、徳妃張氏（栄昭徳妃）、貞妃馬氏（栄安貞妃）、宸妃王氏、寿妃尚氏、淑妃張氏、安妃沈氏、定妃呉氏、晏妃褚氏、平妃耿氏、安妃高氏、康妃王氏、宜妃包氏、宜妃宋氏、静妃陳氏、順妃李氏、荘妃王氏、睦妃何氏、荘妃杜氏、和妃高氏、懐妃王氏、常妃張氏、和妃張氏、恭妃文氏
  - 敬嬪李氏、荘嬪王氏、恵嬪韋氏、淑嬪劉氏、常嬪陳氏、常嬪李氏、裕嬪王氏、懐嬪王氏、御嬪黄氏、宛嬪趙氏、常嬪馬氏、常嬪劉氏、常嬪楊氏、常嬪張氏、康嬪劉氏、常嬪傅氏、常嬪張氏、常嬪劉氏、昭嬪張氏、常嬪武氏、寧嬪郭氏、静嬪田氏、安嬪孟氏、麗嬪宋氏、和嬪任氏、常嬪高氏、常嬪王氏、寧嬪王氏

## 登場作品
映画
- 『忠烈図（中国語版）』（香港・1975年）演：趙雷

テレビドラマ
- 『大明王朝 〜嘉靖帝と海瑞〜』（中国・2006年）演：陳宝国
- 『花様衛士〜ロイヤル・ミッション〜』（中国・2019年）演：丁勇岱